# Associatividade
Associatividade,  em propriedade binária permite que expressões do tipo r s t possam ser escritas sem ambiguidade, ou seja, uma expressão r s t dá o mesmo resultado caso a operação que seja, em primeiro lugar, computada seja r s ou s t.
A associatividade é uma das três propriedades que definem um grupo, as demais sendo a lei do cancelamento (ou seja, se r s = t s ou se s r = s t, então r = t), e a propriedade de que se na equação x y = z dois elementos são fixos, então existe um terceiro que a satisfaz.
É comum utilizar-se parentêses para separar a ordem das operações, por exemplo:
- {\displaystyle 2+(3+6)=(2+3)+6}

De uma forma mais abstrata a associatividade está relacionada com a composição de funções em um conjunto. Quando colocada desta forma a propriedade de associatividade deixa de ser algo óbvio.

## Definição
Seja S um conjunto e f uma operação binária neste conjunto. Dizemos que f é uma operação associativa se:
{\displaystyle \forall x,y,z\in S\quad f(x,f(y,z))=f(f(x,y),z)}
Note que é importante que f seja uma operação binária, para que o resultado de f(x,y) ainda pertença a S

## Exemplos
- A adição e multiplicação de números reais:

{\displaystyle \left.{\begin{matrix}(x+y)+z=x+(y+z)=x+y+z\quad \\(x\,y)z=x(y\,z)=x\,y\,z\qquad \qquad \qquad \quad \ \ \,\end{matrix}}\right\}{\mbox{para todo }}x,y,z\in \mathbb {R} .}
- A multiplicação de matrizes é associativa.
- As funções de máximo divisor comum e mínimo múltiplo comum são associativas:

{\displaystyle \left.{\begin{matrix}\operatorname {mdc} (\operatorname {mdc} (x,y),z)=\operatorname {mdc} (x,\operatorname {mdc} (y,z))=\operatorname {mdc} (x,y,z)\ \quad \\\operatorname {mmc} (\operatorname {mmc} (x,y),z)=\operatorname {mmc} (x,\operatorname {mmc} (y,z))=\operatorname {mmc} (x,y,z)\quad \end{matrix}}\right\}{\mbox{ para todo }}x,y,z\in \mathbb {Z} .}
- O produto vetorial não é associativo: i x (i x j) = i x k = -j, mas (i x i) x j = 0.